# Zastava M56/M65
 (janvier 2016).

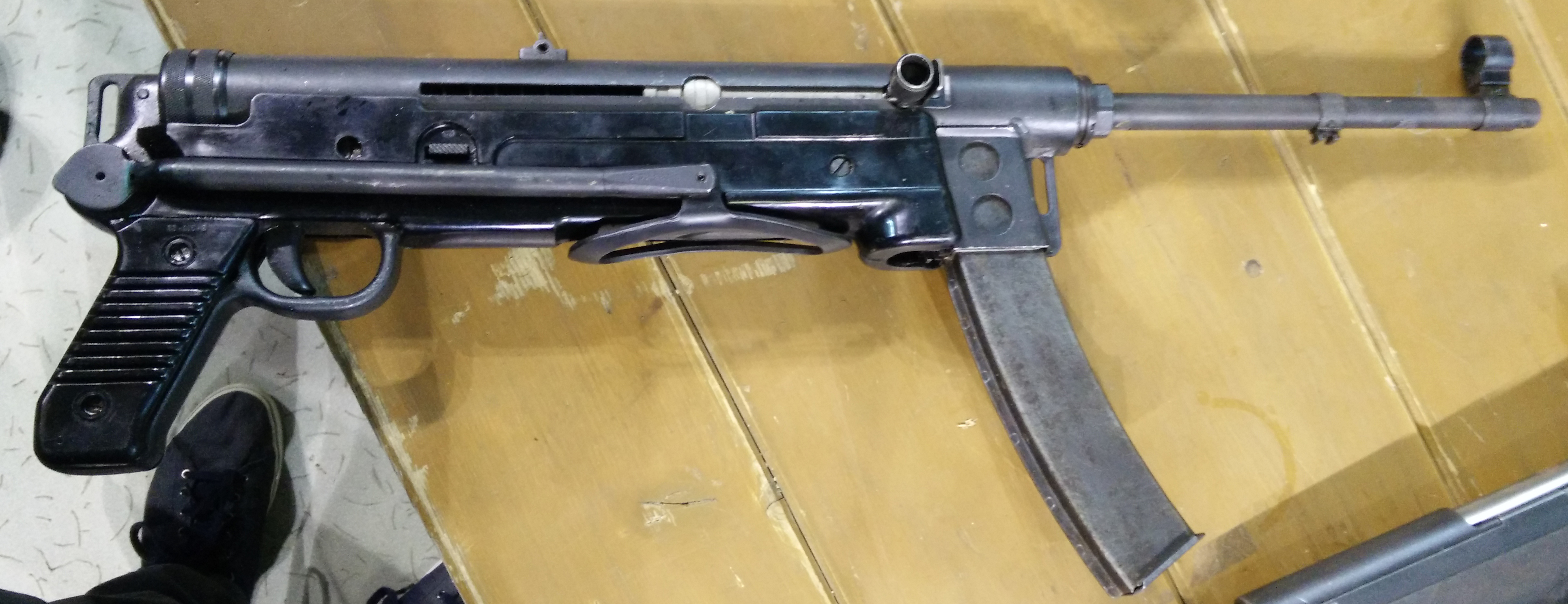
Le Zastava M56 : une copie simplifiée du MP40.

Les Zastava M56 et M65 sont des pistolets-mitrailleurs adoptés par l'Armée populaire yougoslave (JNA) en 1956. Ils étaient fabriqués par Zastava Oružje, la filiale spécialisée dans l'armement de l'entreprise d’État yougoslave Zastava.

## Présentation
Les Zastava M56 et M65 sont des copies simplifiées du MP40 allemand. Ils en diffèrent essentiellement par la hausse (basculante 100-200 m) placée en avant de la détente, la forme cintré du chargeur et la possibilité de recevoir une baïonnette (munie d'une lame de 17 cm). Le M56 tire la munition réglementaire yougoslave de 7,62 Tokarev. Destiné à l'export, le M65 chambre la 9 mm Parabellum.

## Diffusion
Il arma les soldats de l'Armée populaire yougoslave puis les combattants bosniaques, croates, macédoniens, kosovars, serbes et slovènes lors des guerres de Yougoslavie. 

## Fiche technique
- Munition : 9 mm Parabellum (M65) ou 7,62 Tokarev (M56)
- Masse à vide : 3,0 kg
- Longueur :
  - Crosse repliée : 59,1 cm
  - Crosse dépliée : 87 cm
  - Du canon : 25 cm
- Cadence de tir théorique : 600 coups par minute
- Chargeur : 30 cartouches (M65) / 32 cartouches (M56)